# Andrés Robles (futebolista)
Andrés Sebastián Robles Fuentes (Santiago, 7 de maio de 1994) é um futebolista chileno. Atualmente joga na Santiago Wanderers como volante. É filho do ex-jogador Héctor Robles.

## Carreira
Nascido em Santiago. Joga como volante.
Formado nas categorias de base do Santiago Wanderers, subiu para o time profissional em 2009 com apenas 14 anos de idade. Ficou no banco de reservas do profissional pela primeira vez no mesmo ano em que subiu para o time profissional com apenas 15 anos recém-completados na partida contra o Naval válida pelo Torneo de Apertura de la Primera B. Estreou profissionalmente na mesma partida em que ficou no banco de reservas pela primeira vez.

## Seleção Chilena
Em 2009, foi convocado pela Seleção Chilena Sub-15 para disputar um quadrangular internacional em Assunção, Paraguai. Em 2010, foi convocado pela Seleção Chilena Sub-16 para disputar o Torneo Internacional UC Sub-17.
Em 2011, foi convocado pela Seleção Chilena Sub-17 para disputar o Torneo Internacional UC Sub-17 e o Campeonato Sul-Americano Sub-17 de 2011.
Ele foi convocado pelo treinador Mario Salas para representar a Seleção Chilena Sub-20 no Campeonato Sul-Americano Sub-20 de 2013.

### Clubes
| Clube              | Temporada         | Campeonato nacional | Campeonato nacional | Copa nacional[a] | Copa nacional[a] | Competições continentais[b] | Competições continentais[b] | Outros torneios[c] | Outros torneios[c] | Total | Total |
| Clube              | Temporada         | Jogos               | Gols                | Jogos            | Gols             | Jogos                       | Gols                        | Jogos              | Gols               | Jogos | Gols  |
| ------------------ | ----------------- | ------------------- | ------------------- | ---------------- | ---------------- | --------------------------- | --------------------------- | ------------------ | ------------------ | ----- | ----- |
| Santiago Wanderers | 2009              | 1                   | 0                   | 1                | 0                | —                           | —                           | 0                  | 0                  | 2     | 0     |
| Santiago Wanderers | 2010              | 3                   | 0                   | 0                | 0                | —                           | —                           | 0                  | 0                  | 3     | 0     |
| Santiago Wanderers | 2011              | 13                  | 0                   | 5                | 0                | —                           | —                           | 0                  | 0                  | 18    | 0     |
| Santiago Wanderers | 2012              | 5                   | 0                   | 0                | 0                | —                           | —                           | 0                  | 0                  | 5     | 0     |
| Santiago Wanderers | Total             | 22                  | 0                   | 6                | 0                | 0                           | 0                           | 0                  | 0                  | 28    | 0     |
| Total na carreira  | Total na carreira | 22                  | 0                   | 6                | 0                | 0                           | 0                           | 0                  | 0                  | 28    | 0     |

- a. ^ Jogos da Copa Chile
- b. ^ Jogos da Copa Sul-Americana
- c. ^ Jogos do Jogo amistoso